# 知駒岳
知駒岳（しりこまだけ）は、北海道の天塩郡幌延町と枝幸郡中頓別町の2町にまたがる標高529.1mの山である。山頂には二等三角点「知駒岳」が設置されている。

## 概要
宗谷丘陵南部に位置する山で、丘陵の中では比較的標高が高い。付近に摺鉢山が聳えており、知駒岳との間にある知駒峠を道道785号が横断している。知駒峠は中頓別町の観光地の一つであり、峠から望む敏音知岳の景色が知られている。山頂には知駒中継局が設置されており、稚内市や礼文町などの中継局へ伝送する役割を果たしている。知駒岳東部を流れる掬水川にはトリカブト属レイジンソウ亜属に分類されるソウヤレイジンソウが自生しており、現時点ではこの場所以外で発見されていない。
「知駒」の名前の由来は知駒岳東部を流れる知駒内川に由来する。知駒内川はアイヌ語の「シュルク・オマ・ナイ（トリカブトの根・ある・沢）」が語源であり、アイヌが狩猟の際に使う矢毒をトリカブトの根から採取していたという。

## 登山
道道785号から車が入れる程度の舗装路が山頂まで伸びており、道道から5分程度で登ることができる。